# Gustavo Díaz Ordaz

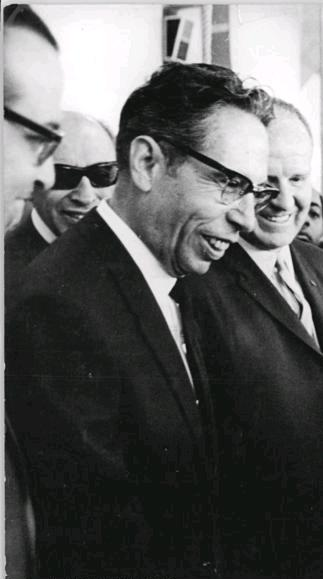
Gustavo Díaz Ordaz Bolaños Cacho, 1967

Gustavo Díaz Ordaz Bolaños Cacho (* 12. März 1911 in Ciudad Serdán, Puebla; † 15. Juli 1979 in Mexiko-Stadt) war ein mexikanischer Politiker und Präsident von Mexiko (1964–1970).
Ordaz studierte an der Universität von Puebla. Danach arbeitete er zunächst als Beamter für die Regierung des Bundesstaates Puebla, war von 1943 bis 1946 Abgeordneter und anschließend von 1946 bis 1952 Senator im Nationalkongress. Unter Präsident Adolfo López Mateos wurde er 1958 Innenminister und Führer des konservativen Flügels der regierenden Partido Revolucionario Institucional (PRI).
1964 gewann er die Präsidentschaftswahlen. In seine Amtszeit fielen das Massaker von Tlatelolco sowie die 19. Olympischen Sommerspiele in Mexiko-Stadt.
Vom 21. Juli bis 2. August 1977 war er für knapp zwei Wochen der erste mexikanische Botschafter in Madrid, nachdem dort die Botschaft zum 1. Januar 1940 geschlossen worden war. Als Begründung für die nur kurze Amtszeit in Madrid wird angenommen, dass auch dort seine Rolle beim Massaker von Tlatelolco bekannt war. Am 3. Oktober 1968, am Tag nach dem Massaker, fragte Díaz Ordaz beim Fernsehjournalisten Jacobo Zabludovsky telefonisch nach, warum der bei seiner Sendung am Vortag eine schwarze Krawatte getragen habe. Jacobo Zabludovsky antwortete, dass er seit Jahren schwarze Krawatten trage, er gar keine anderen besäße.